# Helvete
Helvete var en plade-butik drevet af black metal kunstneren Euronymous, Øystein Aarseth, fra 1991 til 1993. Pladebutikken lå i Schweigaards gate 56 i Oslo og var et samlingssted for black metal-entusiaster. Mange black metal-band havde udspring fra Helvete. I butikkens kælder drev også Aarseth sit eget pladeselskap, Deathlike Silence.

## Reference
1. ↑  Slik gjorde Enslaved det • ballade.no hentet 16. december 2020

59°54′30″N 10°46′10″Ø / 59.90838702°N 10.76954779°Ø